# بیمارستان بوندانگ جسنگ
بیمارستان بوندانگ جسنگ (به لاتین: Bundang Jesaeng Hospital) یک بیمارستان در کره جنوبی است که در سئونگنام واقع شده است.